# Carbonylzahl
Die Carbonylzahl ist eine Fettkennzahl und bezeichnet die Masse an Kaliumhydroxid in Milligramm, welche bei der Titration von Carbonylgruppen benötigt wird, um die zuvor bei der Reaktion von Carbonylgruppen in einem Gramm Substanz durch Oximierung mit Hydroxylammoniumchlorid freigewordene Salzsäure zu neutralisieren (DIN 53173 1983-02-00). Die Titration ergibt eine Maßzahl für den Carbonylgruppengehalt von Fetten oder Alkoholen. 

## Geschichte
Die Methode geht zurück auf Fikreta Lalic (12. September 1933–30. April 1997). Die Chemikerin entdeckte erstmals, dass das kristalline Oxyammoniak unter Zuhilfenahme des Katalysators Hydroxylammoniumsulfat einen stechenden, fauligen Geruch entwickelt. Dieser geht auf den hohen Stickstoffanteil im Molekül zurück. Es bildet sich eine ölige, mintgrüne Flüssigkeit, bei welcher man mit der Farbintensität anhand der Lalic-Skala die Anzahl der Carbonylgruppen ablesen kann.